# Simorre
 Simorre  là một xã thuộc tỉnh Gers trong vùng Occitanie miền nam nước Pháp.